# Michel Hazanavicius
Michel Hazanavicius (París, 29 de marzo de 1967) es un director, actor y guionista francés, conocido internacionalmente por ser el creador de la película de 2011 The Artist, con la que ha conseguido numerosos premios, incluyendo varios Globos de Oro y Óscar, entre ellos, el de mejor director.

## Biografía
Nació el 29 de marzo de 1967 en París (Francia), en el seno de una familia de emigrantes judíos lituanos. Sus abuelos, provenientes de Polonia y Lituania, se afincaron en Francia en la década de 1920.
Hazanavicius se educó en el judaísmo en un ambiente bilingüe, pues con su familia hablaba francés y yídish. Así, en el preestreno de The Artist en Los Ángeles (California) sorprendió a todo el mundo cuando le hicieron una pregunta en yídish aludiendo a su incomprensión de esta lengua y él respondió definiéndose así: "Soy un judío de París...Lo entiendo."
Es hermano del también actor Serge Hazanavicius y está casado con la actriz franco-argentina nacida en Buenos Aires Bérénice Bejo que ha participado en algunas de sus películas y es protagonista de The Artist.
Desde muy pequeño fue un gran aficionado al cine, ya fueran películas poco conocidas en versión original o las más populares.
Debutó como director en 1999 con la película Mes Amis una comedia en la que actuó su hermano Serge; el éxito lo alcanzaría en su país natal con sus siguientes realizaciones OSS 117: El Cairo, nido de espías (2006) y OSS 117: perdido en Río (2009), ambas narran en tono de comedia las desventuras del espía francés "Hubert Bonisseur", y el reconocimiento mundial le llegaría en 2011 con la película muda The Artist.
Es hermano del actor Serge Hazanavicius y pareja de la actriz Bérénice Bejo, que ha trabajado en sus películas más importantes.

## The Artist: César y Óscar a la mejor dirección
En el otoño de 2010, realizó una película muda en blanco y negro: El Artista, inspirada en el cine mudo americano de los años 1920 y 1930 (en especial en las películas de William A. Wellman y Charles Chaplin ). La película narra la caída de George Valentin (interpretado por Jean Dujardin), una estrella del cine mudo que se enfrenta a la llegada del cine sonoro y ve alterado su amor en ciernes de una estrella en ascenso: Peppy Miller (Bérénice Bejo).
Los comienzos son laboriosos: Jean Dujardin, vacilante, rechazó el papel antes de cambiar de opinión y pocos canales de televisión estaban dispuestos a embarcarse en una película muda en blanco y negro. Por otra parte, el Centro Nacional de Cine y la Imagen de Francia no le asignó ningún tipo de adelanto. La llegada del productor Thomas Langmann y su compañía independiente La Petite Reine desbloquea la situación: se movilizan Studio 37 (Orange), France 3 Cinéma , Canal + y Warner Francia para la distribución francesa.
El artista fue seleccionada en el Festival de Cine de Cannes, donde recibió una cálida bienvenida y se premió al protagonista masculino Jean Dujardin como el Mejor Actor. La proyección despertó tal entusiasmo en el público que la proyección fue interrumpida por aplausos, mientras algunos críticos que asistieron a ella, como Carlos Boyero, no dudaron en calificarla de "obra maestra" Durante el festival de la película fue adquirida por distribuidores de todo el mundo, incluyendo la Weinstein Company, que lanzó su carrera en Estados Unidos y estableció una intensa campaña de promoción de la película de los Oscar 2012.
Gracias a este trabajo, recibió 10 nominaciones (récord para una película francesa), y el director se convirtió rápidamente en un serio aspirante a los premios Óscar, donde la mayoría de los corredores de apuestas le daban como ganador tras obtener el premio del Sindicato de Directores de América y numerosos premios en la ceremonia de los Globos de Oro en Los Ángeles y BAFTA en Londres (acumuló siete, incluido el de mejor película).
El 24 de febrero de 2012 , Michel Hazanavicius recibió el César al mejor director para El artista, que recibió otros cinco premios, incluyendo el mejor film y mejor actriz para Berenice Bejo.
Dos días más tarde, confirma las predicciones y se confirma el Oscar al mejor director, lo que le convierte en el segundo director francés tras Roman Polanski en ganar este premio. Obtuvo cinco premios Óscar en total incluidos los de mejor película y mejor actor para Jean Dujardin. Es la primera película muda en ganar como mejor película desde Alas (1927) —la primera receptora del premio en la primera edición de los Óscar.
El artista se convirtió en la película francesa más premiada en la historia.

## Filmografía
- Mes amis (1999)
- OSS 117 : Le Caire, nid d'espions  (2006)
- OSS 117 : Rio ne répond plus (2009)
- The Artist (2011)
- Les infidèles (2012)
- The Search (2014)
- Le Redoutable (2017)
- La carga más preciada (2024)

## Premios y distinciones
Premios Óscar
| Año  | Categoría       | Película   | Resultado |
| ---- | --------------- | ---------- | --------- |
| 2012 | Mejor dirección | The Artist | Ganador   |
| 2012 | Mejor guion     | The Artist | Nominado  |
| 2012 | Mejor montaje   | The Artist | Nominado  |

Premios Globo de Oro
| Año  | Categoría       | Película   | Resultado |
| ---- | --------------- | ---------- | --------- |
| 2011 | Mejor dirección | The Artist | Nominado  |
| 2011 | Mejor guion     | The Artist | Nominado  |

Premios BAFTA
| Año  | Categoría            | Película   | Resultado |
| ---- | -------------------- | ---------- | --------- |
| 2011 | Mejor dirección      | The Artist | Ganador   |
| 2011 | Mejor guion original | The Artist | Ganador   |
| 2011 | Mejor montaje        | The Artist | Nominado  |

Premios César
| Año  | Categoría            | Película                          | Resultado |
| ---- | -------------------- | --------------------------------- | --------- |
| 2007 | Mejor guion adaptado | OSS 117: El Cairo, nido de espías | Nominado  |
| 2011 | Mejor dirección      | The Artist                        | Ganador   |

Festival Internacional de Cine de San Sebastián
| Año  | Categoría          | Película   | Resultado |
| ---- | ------------------ | ---------- | --------- |
| 2011 | Premio del público | The Artist | Ganador   |

Festival de Tokio
| Año  | Categoría               | Película                          | Resultado |
| ---- | ----------------------- | --------------------------------- | --------- |
| 2006 | Tokyo Sakura Grand Prix | OSS 117: El Cairo, nido de espías | Ganador   |